# Xcalia Intermediation Core
Pour les articles homonymes, voir XIC.
Xcalia Intermediation Core (XIC) est une plate-forme d'intermédiation permettant à une entreprise d'accéder à l'ensemble de ses données, de déployer des Applications Métier, à partir de briques composites. 
XIC réalise du Mapping de Données mais aussi du Mapping de services (incluant les nouveaux Web Services, les services Mainframe, Legacy, etc.).
XIC est basé sur les standards SDO (Service Data Objects), JDO (Java Data Objects), EJB (Entreprise Java Bean).
XIC permet de faire coexister les applications métier avec des environnements totalement hétérogènes.
- Base de données relationnelle : Oracle, DB2, Sybase, Microsoft SQL Server, MySQL, Informix, RDBMS (Relational Data Base Management System) ;
- Progiciel SAP, etc. ;
- Format XML ;
- Base de données hiérarchique IMS ;
- Système transactionnel : CICS d'IBM, Tuxedo ;
- AGL Pacbase ;
- Le constructeur Unisys.